# Антифон
Антифо́н (через церк.-слав. анътифонъ, от греч. ἀντίφωνον — «пение с повторами»; лат. antiphona):
- в православном богослужении — песнопение, исполняемое антифонно;
- в католическом богослужении — рефрен, исполняющийся до и после псалма или евангельских песней: Магнификат, Песнь библейская (canticum);
- в иудейском богослужении — антифонное пение, призыв ведущего общинную молитву к общине славословить и произносить в унисон библейские стихи.

Антифонное пение по свидетельству святого Игнатия Антиохийского, введшего его в богослужение, символически передаёт пение ангелов, прославляющих Бога.

## Антифоны в православном богослужении
- Антифо́ны Псалти́ри (антифо́ны кафи́зм) — части кафизм Псалтири, поскольку устав назначает петь стихи кафизм попеременно двум ликам. На великой вечерне антифоном служат стихи из 1-го, 2-го и 3-го псалмов с припевом «аллилуия».
- Антифо́ны степе́нные — полиелейные антифоны воскресной утрени. Названы так потому, что они являются ипопсалмами (припевами)[3] к «степе́нным» псалмам 119—133, называвшимся у евреев «песнями степеней». Эти песни пели ветхозаветные священники при восхождении на большие ступени иерусалимского Храма. Нынешние Степе́нные антифо́ны составлены, возможно, в Студийском монастыре в Константинополе святым Феодором Студитом (ум. 826 год). Степенных антифонов — восемь, по числу гласов. Каждый составлен из трёх частей для каждого гласа, кроме 8-го, где их — четыре. Эти песнопения аскетического содержания, в них говорится об очищении и исправлении души от страстей и греха. Поют на особый напев. К каждому присоединено в конце прославление Святого Духа.
- Антифо́ны изобрази́тельные — из псалмов  102-го и 145-го, поющиеся в начале литургии Иоанна Златоуста и Василия Великого после великой ектении. В качестве третьего изобразительного антифона поют Блаженны (Мф. 5:3—12), чередуясь с  тропарями 3-м и 6-м или иной песней канона утрени.
- Антифо́ны вседне́вные состоят из стихов 91-го псалма с припевом «моли́твами Богоро́дицы, Спа́се, спаси́ нас», 92-го псалма с припевом «моли́твами святы́х Твои́х, Спа́се, спаси́ нас» и 94-го псалма с припевом «спаси́ ны, Сы́не Бо́жий, во святы́х Ди́вен Сый, пою́щия Ти: Аллилу́ия». Поют на литургии вместо изобразительных псалмов и Блаженных, когда нет никаких праздников и в уставе не указаны песни канона для пения на Блаженных.
- Антифо́ны пра́здничные поют так же на литургии в Господские двунадесятые праздники, составлены из стихов разных псалмов, соответственно содержанию праздника. Стихи псалмов исполняют с припевами: «моли́твами Богоро́дицы, Спа́се, спаси́ нас» (на первом антифоне), «спаси́ ны, Сы́не Бо́жий» (на втором антифоне) и с тропарём самого праздника (на третьем антифоне).
- Антифо́ны страстны́е — 15 антифонов  со своими стихами-припевами после первых шести из двенадцати Страстны́х евангелий во время Последования великих страстей Христовых на утрени Великого пятка.

## Антифоны в католическом богослужении
В прошлом антифон возобновлялся после каждого псалмового стиха (верса). Ныне версы исполняют большей частью подряд (включая малую доксологию в конце псалмового блока). Таким образом, антифон звучит только дважды (в начале и в конце композиции) и утрачивает своё первоначальное значение рефрена.
Антифон (наряду с распевом псалмов) — наиболее употребительный жанр плавного распева и самая распространённая форма в оффиции и мессе католиков. К особым моментам службы приурочены инвитаторий (invitatorium) — предначинательный антифон, интроит (introitus) — входной антифон мессы, коммунио (communio) — причастный антифон.
Псалмы исполняются антифонно двумя группами певчих, однако сам антифон поётся хором без деления на группы. Тон, на который распевается псалом, всегда соответствует ладу антифона. Окончание псалма соединяется с началом антифона с помощью формульной мелодической фразы (дифференции). Мелодии антифонов, как правило, невелики по объёму и содержат незначительные распевы слогов (относятся к классу песнопений невменного типа). Исключение составляют:
- 4 марианских (богородичных, «финальных») антифона: Alma Redemptoris mater («Благодатная Мать Спасителя»), Ave regina caelorum («Радуйся, Царица небес»), Regina caeli («Царица неба») и Salve Regina («Радуйся, Царица»); все они исполняются без псалма и структурно напоминают гимны;
- 7 «больших», называемых также «O-антифонами» (antiphonae maiores, начинаются с междометия «о»): O sapientia, O Adonai, O radix Jesse, O clavis David, O Oriens, O rex gentium, O Emmanuel (О…. Премудрость, Господь, корень Иессеев, ключ Давидов, Восток, Царь народов, Эммануэль). Первые буквы о-антифонов в порядке от конца к началу образуют акростих ERO CRAS («Се гряду»);
- процессионные антифоны, приуроченные к праздникам церковного года (Вербное воскресенье, неделя перед Вознесением) и специальным церковным службам (освящению храма, коронации, погребению), во время которых совершали ход (ныне, с сокращением количества процессий в католическом ритуале, процессионные антифоны практически исчезли).

Мелодии этих особых антифонов отличаются протяжённостью, некоторые процессионные и все марианские антифоны написаны в мелизматическом стиле.
Названные литургические, структурные и музыкальные особенности антифона традиционны для католического богослужения от начала Средних веков до Второго Ватиканского собора, который прошёл в 1960-е годы. По установлениям этого собора певческий обиход католиков был  пересмотрен (главным образом, в сторону упрощения), обязательность латыни как литургического языка была отменена, музыкальное сопровождение службы было радикально сокращено, молитвенные распевы заменены «сухими» чтениями.
Антифоны оффиция собраны в певческой книге, которая носит название «антифонарий». Антифоны мессы находятся в градуале. Существуют и другие (менее распространённые) виды певческих книг, содержащих антифоны. Основу изучения исторических форм западных антифонов (только текстов, но не музыки) заложил монах бенедиктинского аббатства в Солеме (Франция) Рене Эсбер, который исследовал и классифицировал свыше 1000 рукописей.

## Антифоны в иудейском богослужении
В настоящее время в иудейском богослужении пение антифоном происходит при пении молитв: Кдуша, Кадиш, Галель, Барху, Шма. Первоначально молитвы пели всей общиной в унисон. Сейчас в обычае, когда ведущий молитву призывает общину к славословию и община произносит положенный библейский стих.

## Другие значения
В древнегреческой науке о музыке (Платон, «Проблемы» Псевдо-Аристотеля, Гауденций) термином «антифон» обозначали интервал октавы и двойной октавы.